# Гунзибский язык
Гунзибский язык (другие варианты названия — гунзебский, хунзальский, энзебский, нахадинский) — язык цезской ветви нахско-дагестанской семьи языков. Язык гунзибцев.

## Генеалогическая информация
Гунзибский язык относится к дагестанской ветви нахско-дагестанской языковой семьи, входит в подгруппу цезских языков аваро-андо-цезской группы. Вместе с бежтинским образует восточно-цезскую группу цезских языков. Иногда нахско-дагестанская семья включается в северо-кавказскую надсемью, объединяющую абхазо-адыгские и нахско-дагестанские языки; С. А. Старостин относит нахско-дагестанскую семью к гипотетической сино-кавказской макросемье. Однако эта точка зрения большинством лингвистов не признаётся.

## Распространение
Распространён гунзибский язык в сёлах Гунзиб, Нахада, Гарбутль Цунтинского района республики Дагестан, а также в сёлах Стальское, Новостальское, Шушановка, Комсомольское Кизилюртовского района Дагестана и Сарусо Кварельского муниципалитета Грузии, где проживают переселенцы из Гунзиба. Обычно гунзибский язык не делят на диалекты, но в настоящее время наблюдаются различия в речи жителей сёл Гунзиб, Гарбутль и Нахада, поэтому выделяют гунзибский, гарбутлинский и нахадинский говоры.

## Письменность
Как и остальные цезские, язык бесписьменный, преимущественно бытового общения. В качестве литературных используются русский и аварский. Вместе с тем филологами признаётся факт права каждого народа в РФ (в том числе гунзибского) на обучения родному языку в закреплённой в Законе о языках РФ.
В гунзибско-русском словаре есть следующий вариант алфавита:
| А а   | А̄ а̄   | Аᵸ аᵸ | А̄ᵸ а̄ᵸ | Ǡ а̇   | А̄ ǡ   | Ȧ ȧ   | Ȧᵸ ȧᵸ | Ǡᵸ ǡᵸ | Б б   | В в   | Г г   | Гъ гъ |
| Гь гь | Гӏ гӏ | Д д   | Е е   | Ē ē   | Еᵸ еᵸ | Ēᵸ ēᵸ | Ж ж   | З з   | И и   | Ӣ ӣ   | Иᵸ иᵸ | Ӣᵸ ӣᵸ |
| Й й   | К к   | Къ къ | Кь кь | Кӏ кӏ | Л л   | Лъ лъ | Лӏ лӏ | М м   | Н н   | О о   | Ō ō   | Оᵸ оᵸ |
| Ōᵸ ōᵸ | П п   | Пӏ пӏ | Р р   | С с   | Т т   | Тӏ тӏ | У у   | Ӯ ӯ   | Уᵸ уᵸ | Ӯᵸ ӯᵸ | Х х   | Хъ хъ |
| Хь хь | Хӏ хӏ | Ц ц   | Цӏ цӏ | Ч ч   | Чӏ чӏ | Ш ш   | Э э   | Э̄ э̄   | Эᵸ эᵸ | Э̄ᵸ э̄ᵸ | Ы ы   | Ы̄ ы̄   |
| Ыᵸ ыᵸ | Ы̄ᵸ ы̄ᵸ | Ә ә   | Ә̄ ә̄   | Әᵸ әᵸ | Ә̄ᵸ ә̄ᵸ |       |       |       |       |       |       |       |

В 2015 году был издан картинный гунзибско-аварско-грузинско-русский словарь, в котором использовался другой вариант алфавита: А а, Аᵸ аᵸ, Б б, В в, Г г, Гъ гъ, Гь гь, ГӀ гӀ, Д д, Е е, Еᵸ еᵸ, Ё ё, Ж ж, З з, И и, Иᵸ иᵸ, Й й, К к, Къ къ, Кь кь, КӀ кӀ, Л л, Лъ лъ, ЛӀ лӀ, М м, Н н, О о, Оᵸ оᵸ, П п, ПӀ пӀ, Р р, С с, Т т, ТӀ тӀ, У у, Уᵸ уᵸ, Х х, Хъ хъ, Хь хь, ХӀ хӀ, Ц ц, ЦӀ цӀ, Ч ч, ЧӀ чӀ, Ш ш, Ъ ъ, Ы ы, Ыᵸ ыᵸ, Ь ь, Э э, Эᵸ эᵸ, Ю ю, Я я.

## Социолингвистическая информация[9]
По данным Всероссийской переписи населения 2010 года, гунзибским языком владеют 1012 человек, другие источники дают оценку от 800 до более 2000 говорящих. Гунзибский язык не имеет письменности и литературной нормы и используется в основном как язык семейно-бытового общения. В школе обучение ведётся на аварском (в младших классах) и русском (в старших классах) языках, гунзибский язык не преподаётся. Гунзибцы многоязычны: они владеют русским, аварским, бежтинским языками, а старшее поколение — грузинским. Статус гунзибского языка по шкале витальности оценивается как «endangered», однако несмотря на небольшое число говорящих и сильное влияние аварского языка, гунзибский все же продолжает усваиваться детьми как родной; дети дошкольного возраста — монолингвы, и владеют только гунзибским.

## Типологическая характеристика

### Тип выражения морфологических значений
Грамматические значения в гунзибском языке выражаются синтетически, однако встречаются элементы флективности и аналитизма.
(1)кид-ба
девочка-PL.
«девочки»
В примере (2) морфема б- выражает 2 значения: множественное число и принадлежность к классу 1:
| (2)                  |             |
| б-иер-ар             | ож-да       |
| 1.PL.-маленький-PL.  | мальчик-PL. |
| «маленькие мальчики» |             |

Многие глагольные формы образуются синтетически от основных форм глагола (инфинитив I, прошедшее I, настоящее время, повелительное наклонение)
(3)
р-ув-о-ч-ос
5-делать-PRS.-PTCP.-FULL
«делающий»
Сложные же глагольные формы образуются аналитически и состоят из нескольких простых форм:
| (4)                 |           |
| р-ув-о-н            | ли        |
| 5-делать-PST.-PTCP. | быть-PRS. |
| «делал»             |           |

(в данном случае показатель прошедшего I времени -ор- редуцируется до -о- при образовании причастия)

### Характер границ между морфемами
Гунзибский язык — язык агглютинативного строя; рассмотрим это на примере образования формы родительного падежа множественного числа существительных, где каждая морфема является носителем только одного грамматического значения:
(1)
гIаждагъ-ла-ла-с
дракон-PL.-OBL.-GEN.
«драконов»

### Локус маркирования

#### В посессивной именной группе
В гунзибском языке в посессивной именной группе маркируется зависимое (обладатель)
| (1)                        |           |
| гед-и-с                    | мина      |
| кошка-OBL.-GEN.            | детёныш/3 |
| «детёныш кошки», «котёнок» |           |

#### В предикации
В предикативной конструкции маркированы так же зависимые члены:
| (1)                             |             |         |               |
| Аминат-и-л                      | кIабā       | гъечIи  | й-ох-ор       |
| Аминат-OBL.-ERG.                | платье\DAT. | ткань/3 | 3-купить-PST. |
| «Аминат на платье ткань купила» |             |         |               |

### Тип ролевой кодировки
Гунзибский язык, как и многие нахско-дагестанские языки, характеризуется эргативной ролевой кодировкой: субъект при непереходных и объект при переходных глаголах стоят в именительном падеже, а субъект при переходных глаголах — в эргативном падеже:
| (1)              |               |
| Оже              | Ø-анкъ-ер     |
| мальчик/1        | 1-прийти-PST. |
| «Мальчик пришёл» |               |

| (2)                    |           |                |
| Ȧбу-л                  | оже       | Ø-охч-ер       |
| отец-ERG.              | мальчик/1 | 1-поднять-PST. |
| «Отец поднял мальчика» |           |                |

| (3)                      |           |              |
| Ож-ди-л                  | кид       | гьегь-ер     |
| мальчик-OBL.-ERG.        | девочка/2 | ударить-PST. |
| «Мальчик ударил девочку» |           |              |

При глаголах чувственного восприятия подлежащее оформляется дательным падежом:
| (4)                      |           |                |
| Ож-дӣ                    | кид       | й-āцI-əр       |
| мальчик-OBL.\DAT.        | девочка/2 | 2-увидеть-PST. |
| «Мальчик увидел девочку» |           |                |

### Базовый порядок слов
Для гунзибского языка базовый порядок слов — SOV, который нередко встречается в нахско-дагестанских языках. Примеры:
| (1)                         |                       |        |              |
| Гед-и-л                     | мин-а-лā              | анкъу  | б-ȧкъ-у      |
| Кошка-OBL.-ERG.             | детёныш-PL.-OBL.\DAT. | мышь/4 | 4-нести-PRS. |
| «Кошка котятам мышку несёт» |                       |        |              |

| (2)                |        |             |
| Ийу-л              | бəх    | кош-ер      |
| Мать-ERG.          | сено/4 | косить-PST. |
| «Мать сено косила» |        |             |

## Особенности гунзибского языка

### Фонология[11]
В отличие от других аваро-андо-цезских языков, в гунзибском нет лабиализованных согласных, поэтому заимствования из других языков, где такие согласные есть, в гунзибском подвергаются соответствующим изменениям: авар. квен «еда» — гунз. кен.
Другая особенность гунзибского языка — развитая система гласных: в системе фонем существует нелабиализованное о (ȧбу — «отец»), гласный среднего ряда верхнего подъёма ы (мыц — «язык»), гласный среднего ряда среднего подъёма ə (ахъə — «женщина»); кроме того, гласные фонемы образуют тернарную оппозицию: каждая фонема может быть простой, носовой и долгой: алI «губа» — анкъу «мышь» — рувāр «сделает»

### Согласовательные классы
Существительные гунзибского языка распределяются по именным классам — эта категория аналогична русской категории рода. Е. А. Бокарев выделяет 6 таких классов. Гунзибский язык характеризуется сравнительно сложной системой именных классов: их количество больше, чем в других языках цезской группы (4 класса в гинухском и цезском языках, 5 в чамалинском). В одних классах можно выделить общий смысловой компонент, объединяющий существительные данного класса, например, «лица мужского пола» для класса 1, в других классах (3, 5) такой компонент трудно выделить. Яркой особенностью гунзибского языка является наличие 6-го согласовательного класса, к которому относится лишь одно существительное — къəра «ребёнок», что отличает его от других цезских языков. Принадлежность существительного к тому или иному классу проявляется в их согласовании с прилагательными:
| (1)                 |             |
| б-иер-ар            | кид-ба      |
| 2-маленький-PL.     | девочка-PL. |
| «маленькие девочки» |             |

(2)
| (2)                 |           |
| р-иер-у             | къәра     |
| 6-маленький-SG.     | ребёнок/6 |
| «маленький ребёнок» |           |

Глаголы, которые имеют классные показатели, согласуются по классу с прямым дополнением, а если его нет — с подлежащим:
| (3)               |                |
| кид               | й-ыкъл-ер      |
| девочка/2         | 2-вырасти-PST. |
| «девочка выросла» |                |

| (4)             |                |
| къəра           | р-ыкъл-ер      |
| ребёнок/6       | 6-вырасти-PST. |
| «ребёнок вырос» |                |

У некоторых глаголов согласование по классу проявляется в изменении гласного основы; Е. А. Бокарев приводит список этих глаголов.

## Список сокращений
| 1    | 1 класс существительного |
| 2    | 2 класс существительного |
| 3    | 3 класс существительного |
| 4    | 4 класс существительного |
| 5    | 5 класс существительного |
| 6    | 6 класс существительного |
| DAT  | Дательный падеж          |
| ERG  | Эргативный падеж         |
| FULL | Полная форма             |
| GEN  | Родительный падеж        |
| OBL  | Косвенный падеж          |
| PL   | Множественное число      |
| PRS  | Настоящее время          |
| PST  | Прошедшее время          |
| PTCP | Причастие                |
| SG   | Единственное число       |

## Список использованной литературы
- Исаков И. А., Халилов М. Ш. Гунзибский язык (Фонетика. Морфология. Словообразование. Лексика. Тексты) / РАН. Дагестанский научный центр. Институт языка, литературы и искусства им. Г. Цадасы; под ред. проф. М. И. Магомедова. Монография. — Махачкала: АЛЕФ, 2012
- Исаков И. А., Халилов М. Ш. Гунзибско-русский словарь — М.: Наука. 2001
- Исаков. И. А. Гунзибский язык. //Языки мира: Кавказские языки. М.: Academia, 1998
- Бокарев Е. А. Гунзибский язык // Языки народов СССР. — М., 1967. — Т. IV.
- Бокарев Е. А. Цезские (дидойские) языки Дагестана — М.: Издательство АН СССР, 1959
- С. А. Старостин. Гипотеза о генетических связях сино-тибетских языков с енисейскими и севернокавказскими языками. — Сб. «Лингвистическая реконструкция и древнейшая история Востока», ч. 4: Древнейшая языковая ситуация в Восточной Азии, стр. 19-38. Изд-во «Hаука», Главная редакция восточной литературы, Москва, 1984.
- Berg, Helma van den: A grammar of Gunzib. — München: LINCOM EUROPA, 1995